# San Francisco de Tula
San Francisco de Tula är en ort i Mexiko.   Den ligger i kommunen Tapalpa och delstaten Jalisco, i den centrala delen av landet, 500 km väster om huvudstaden Mexico City. San Francisco de Tula ligger 2 701 meter över havet och antalet invånare är 104.
Terrängen runt San Francisco de Tula är kuperad västerut, men österut är den bergig. San Francisco de Tula ligger uppe på en höjd. Runt San Francisco de Tula är det ganska glesbefolkat, med 34 invånare per kvadratkilometer. Närmaste större samhälle är Zacoalco de Torres, 19,9 km norr om San Francisco de Tula. I omgivningarna runt San Francisco de Tula växer huvudsakligen savannskog.